# Ship-to-Shore Connector
Ship-to-Shore Connector (zkratka SSC) je třída výsadkových vznášedel amerického námořnictva, vyvinutých jako náhrada vznášedel Landing Craft Air Cushion. Jejich nosnost je zvýšena na 74 tun oproti 60 tunám u vznášedel LCAC. Celkem je plánována výroba 72 sériových vznášedel, jejichž dodání bylo plánováno do roku 2028.

## Vývoj a výroba

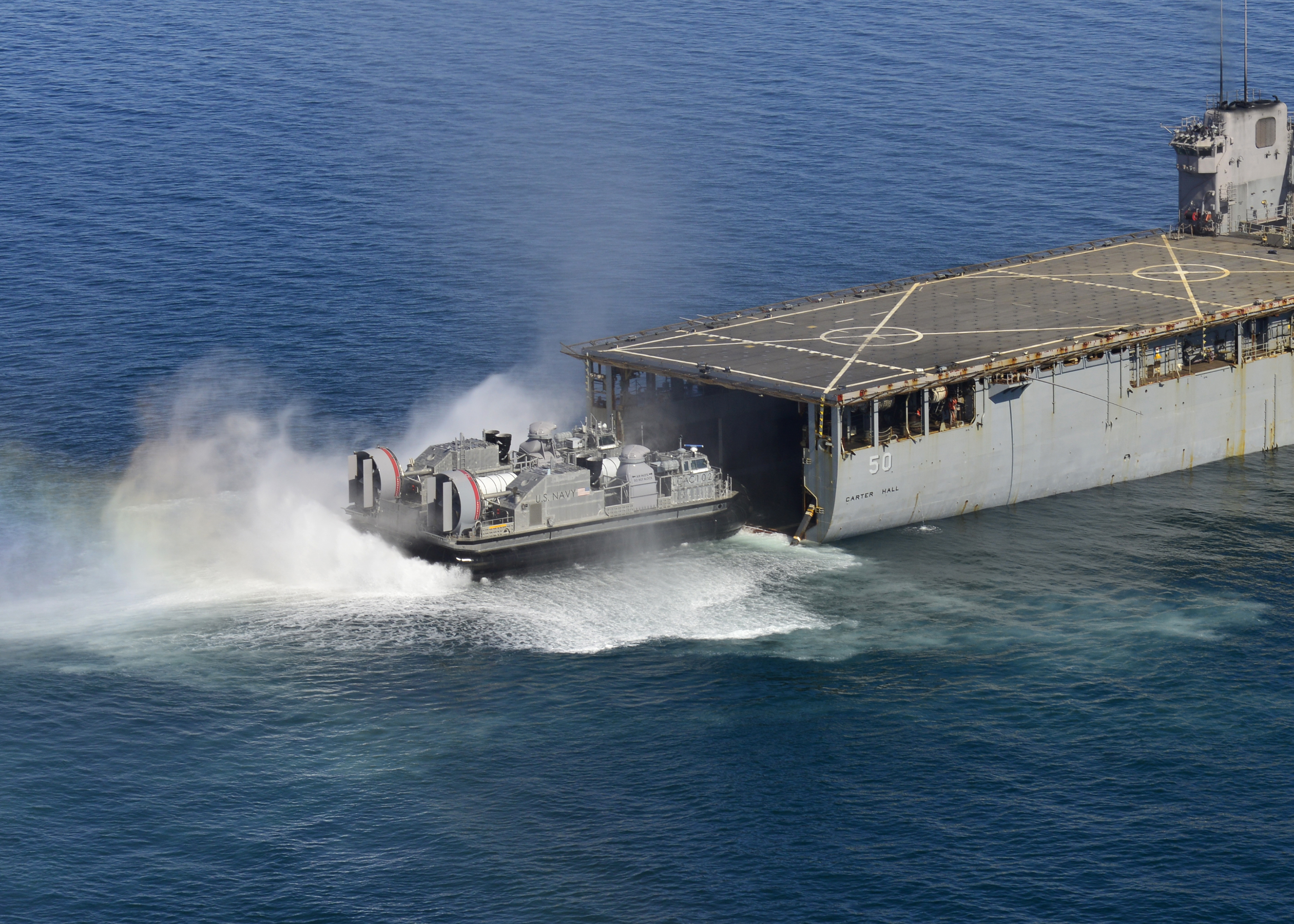
LCAC-102 během zkoušek na USS Carter Hall (LSD-50) v únoru 2022

Program náhrady výsadkových vznášedel LCAC byl zahájen roku 2008. Zapojily se do něj tři uchazeči – konsorcium Marinette Marine, Boeing a Griffon Hoverwork, dále konsorcium Textron Marine & Land Systems (výrobce vznášedel LCAC), Alcoa Defense a L-3 Communications a dále samostatně loděnice VT Halter. V červenci 2012 byl vybrán projekt konsorcia vedeného společností Textron, která získala zakázku ve výši 213 milionů dolarů na dokončení vývoje a stavbu prototypu, který byl dokončen v únoru 2017. Prvních osm sériových vznášedel do služby vstoupilo roku 2019 a operační způsobilosti dosáhlo v roce 2020.
Stavba prototypu vznášedla SSC, označeného LCAC-100, byla zahájena v listopadu 2014. Počátkem roku 2017 byl prototyp téměř dokončen a probíhaly zkoušky jeho subsystémů. Počátkem roku 2017 navíc Textron informoval, že v New Orleansu začaly práce na dalších čtyřech vznášedlech SSC. Námořní zkoušky prototypu LCAC-100 byly zahájeny v dubnu 2018.
V dubnu 2020 námořnictvo k původní objednávce na prvních osm jednotek (LCAC 100–109) doobjednalo dalších 15 kusů (LCAC 110–123). K dubnu 2020 bylo ve výrobě celkem 13 vznášedel SSC. V srpnu 2020 námořnictvo převzalo druhý kus (trupové číslo LCAC-101). V listopadu 2022 pak šestý kus LCAC-106. V září 2024 námořnictvo převzalo desátý kus. V březnu 2025 byl předán třináctý kus LCAC 113. K červenci 2025 byly ve výrobě vznášedla LCAC 114–LCAC 126.

## Konstrukce
Vznášedlo má nosnost 74 tun. Posádku tvoří pilot a druhý pilot. Pohonný systém tvoří čtyři plynové turbíny MT7, každá o výkonu 5300 hp.